# تماشاخانه باران
تماشاخانه تئاتر باران در خیابان فلسطین تهران قرار دارد. مدیریت این سالن تئاتر در اواخر سال ۱۳۹۷ به هادی حجازی‌فر واگذار شد.  ظرفیت این سالن ۱۲۵ نفر است و دارای صدای دالبی است. این سالن به بخش خصوصی تعلق دارد و در سال ۱۳۹۸ کیومرث مرادی و ستاره اسکندری به دیگر اعضای تیم مدیریت تئاتر باران پیوستند.